# シンダー川
シンダー川（シンダーがわ、英: Cinder River）は、アラスカ州レイクアンドペニンシュラ郡南西部を流れる全長71kmの川。アニアクチャック国定公園・国立保護区から流れ出し、北西へと流れてブリストル湾へ注ぐ。
アニアクチャク山の側面から流れだしており、ギンザケが豊富に取れる。